# Urban Managerialism
Der Urban Managerialism ist ein Begriff aus der Stadtgeographie bzw. Stadtsoziologie. Generell wird der Begriff auf die Arbeit von Raymond Pahl zurückgeführt, obwohl er den Begriff nicht einführt.
Urban Managerialism interpretiert den Markt (konkret: den städtischen Wohnungsmarkt) in der Tradition Max Webers als Spielwiese unterschiedlicher Interessen. Der Markt ist nicht nur ein ökonomischer, sondern zugleich ein sozialer Raum. Die interagierenden Personen und Personengruppen unterscheiden sich nicht nur durch ihre wirtschaftliche Position, sondern auch durch ihre Fähigkeit (Macht nach Max Weber), ihre jeweiligen Interessen (etwa in Verhandlungen) durchzusetzen. Entscheidungsträger wie z. B. Makler oder Beamte der Wohnungsbehörden prägen durch ihr – im ökonomischen Sinne oft irrationales – Handeln das sozialräumliche Gefüge einer Stadt erheblich mit. Pahl prägt für ihre Position den Begriff des social gatekeeper.
Wohnungspolitisch impliziert diese Sichtweise, dass ein freier Wohnungsmarkt eben nicht die Fähigkeit zur Selbstregulation besitzt, wie es die klassische Mikroökonomie postuliert.
Der Ansatz des Urban Managerialism findet im deutschen Sprachraum nur geringe Beachtung.